# Fautaua innupta
Fautaua innupta là một loài bướm đêm trong họ Erebidae.